# Tjalling Dilling
Tjalling Dilling (* 29. September 1961) ist ein niederländischer ehemaliger Fußballspieler.
Der Innenverteidiger wurde von Scouts des FC Twente gescoutet und verpflichtet, nachdem er für eine niederländische Jugendauswahl gespielt hatte – dreimal trat er 1977 in der U-16-Nationalmannschaft an. Für die Tukkers war er von 1979 bis 1983 aktiv, dort erzielte bei insgesamt 99 Einsätzen zwei Tore. Er wechselte anschließend zu BV De Graafschap und spielte später für Heracles Almelo und die Go Ahead Eagles.